# Gary Mason
Gary Mason (* 15. Dezember 1962 in Jamaika; † 6. Januar 2011 in Wallington, London) war ein englischer Schwergewichtsboxer. 

## Laufbahn
Mason galt als Kandidat für den Schwergewichtsweltmeistertitel und war bekannt für sein Kämpferherz und seine enorme Schlagkraft. Er hatte eine K.-o.-Quote von 89,47 %.
Er wurde im Oktober 1984 Profi und schlug nach 27 Siegen gegen Aufbaugegner Shavers-Bezwinger  James Tillis. 1989 besiegte er Hughroy Currie  in der vierten Runde durch klassischen Knockout und wurde englischer Meister. Im selben Jahr schlug er den Amateurweltmeister und Olympiasieger Tyrell Biggs durch klassischen Knockout in der siebten Runde. 
1990 schlug er James Pritchard in der neunten Runde k.o. Drei Monate später traf er auf den Olympiasieger Lennox Lewis, der erst 14 Kämpfe hatte. Mason verlor durch Technischen Knockout in der siebten Runde und musste somit seine erste und einzige Niederlage in seiner gesamten Profikarriere einstecken. Mason war zugleich der erste Weltklassemann, den Lewis schlagen konnte, viele sollten noch folgen. Nach dieser Niederlage beendete er seine Karriere.

## Comeback
Nach drei Jahren versuchte er sich noch mal in zwei Kämpfen gegen Aufbaugegner und konnte beide problemlos gewinnen, beließ es aber bei diesen beiden.  

## Tod
Gary Mason verunglückte mit seinem Motorrad. Er prallte gegen einen PKW und starb an Ort und Stelle.